# Palazzo Vescovile (Nocera Inferiore)
Il Palazzo Vescovile di Nocera Inferiore è una struttura palaziale utilizzata come residenza del vescovo della diocesi di Nocera Inferiore-Sarno. Sorge nella parte terminale del borgo Vescovado.

## Le origini
Le origini della struttura risalgono al XVI secolo. A volerne la costruzione furono i vescovi comensi Giovio (Giulio e Paolo iuniore), discendenti di Paolo, già vescovo della città.
Sulla facciata sud occidentale del palazzo è ancora presente lo stemma della casata. 
Addossato alla Cattedrale, il palazzo presenta una pianta ad "L" e fu realizzato su due livelli.

## La storia
Fu gravemente danneggiato dal sisma del 1668. Fu restaurato dal vescovo Niccolò De Dominicis nel 1721. Nel corso dei secoli successivi il palazzo ricevette continue manutenzioni, anche a causa dei successivi eventi tellurici (1930, 1980). Dopo il terremoto del 23 novembre 1980 l'allora vescovo, monsignor Jolando Nuzzi, dovette trasferire la residenza episcopale in quel di Sarno fino a dicembre del 1984, ma durante l'episcopato del suo successore, monsignor Gioacchino Illiano, si riuscì a ristrutturare il palazzo episcopale con l'annessa basilica cattedrale di San Prisco. Oggi è residenza del vescovo della diocesi. Ulteriori lavori di restauro, dal 3 novembre 2022, riporteranno il palazzo al suo antico splendore.